# Louis Renou
Louis Renou (Parigi, 28 ottobre 1896 – Vernon, 18 agosto 1966) è stato uno storico delle religioni, orientalista, filologo e indologo francese.
Importante indologo, grammatico, filologo e storico delle religioni francese, Luois Renou ha animato per lungo tempo gli studi sanscriti.
Laureatosi con una tesi sullo uso del perfetto nei Veda, a 34 anni divenne professore di sanscrito della prestigiosa Sorbona di Parigi, dopo aver ottenuto lo stesso incarico all'Università di Lione. Ricoprì anche l'incarico di direttore di studi all'École pratique des hautes études (IV sezione).
Sostenne che i Veda si spiegavano da sé senza dover essere necessariamente comparati ad altra letteratura religiosa. Il suo monumentale lavoro sui Veda consentì a studiosi del calibro di Mircea Eliade, George Dumézil ed Émile Benveniste di poter attingere a preziose informazioni per le loro ricerche.
Morì a Vernon il 18 agosto del 1966 dopo una breve malattia lasciando incompiuta la sua preziosa traduzione in francese del Ṛgveda.

## Opere
- L'Inde classique : manuel des études indiennes / par Louis Renou et Jean Filliozat, Paris : Payot, 1947 [i.e. 1949]-53
- L'hindouisme, PUF, Paris, 1951.
- L'Inde classique : manuel des études indiennes / par Louis Renou et Jean Filliozat, Tome II avec de concours de Paul Demiéville, Olivier Lacombe [et] Pierre Meile, Paris : Imprimerie Nationale, 1953
- [Aṣṭādhyāyī. French] La grammaire de Pāṇini / Texte sanscrit, traduction française avec extraits des commentaires, par Louis Renou ...  [2. ed.] Paris : École française d'Extrême-Orient, 1966
- L'Inde fondamentale / Louis Renou ; Études d'indianisme réunies et présentées par Charles Malamoud; Paris : Hermann, Collection Savoir, c1978. ISBN 2-7056-5885-8.
- Louis Renou : choix d'études indiennes / réunies par Nalini Balbir et Georges-Jean Pinault ; préface de Colette Caillat ; index par Christine Chojnacki, Paris : École française d'Extrême-Orient, 1997. (2 vol.) Réimpression de l'École française d'Extrême-Orient ;                          no 9
- Notes sur la version « Paippalada » de l'atharva-veda (extrait du journal asiatique)/Louis Renou, Paris: imprimerie nationale 1964
- Sur le genre du Sutra dans la littérature sanskrite(extrait du journal asiatique)/Louis Renou, Paris: imprimerie nationale 1963
- Littérature sanskrite (glossaire de l'hindouisme)Fascicule V/ louis Renou, A. Maisonneuve 1946
- Grammaire et Vedanta/Louis Renou, Paris imprimerie nationale 1957
- Fragments du Vinaya Sanskrit(extrait du journal asiatique)/Louis Renou, Paris: imprimerie nationale 1911
- Etudes védiques/Louis Renou, Paris: imprimerie nationale 1952
- Etudes védiques et paninéennes Tome I et II/Louis Renou, Paris: imprimerie nationale 1980 1986